# Hypothyris moebiusi
Hypothyris moebiusi är en fjärilsart som beskrevs av Richard Haensch 1903. Hypothyris moebiusi ingår i släktet Hypothyris och familjen praktfjärilar. Inga underarter finns listade i Catalogue of Life.